# Giovanni Augusto di Sassonia-Gotha-Altenburg
Giovanni Augusto di Sassonia-Gotha-Altenburg (Gotha, 17 febbraio 1704 – Roda, 8 maggio 1767) fu un principe della famiglia di Sassonia-Gotha-Altenburg che ottenne il grado di Feldmaresciallo del Sacro Romano Impero.
Giovanni Augusto era il figlio del duca Federico II di Sassonia-Gotha-Altenburg (1676-1732) e di Maddalena Augusta (1679-1740), figlia del principe Carlo Guglielmo di Anhalt-Zerbst e di sua moglie, la principessa Sofia di Sassonia-Weissenfels.

## Biografia
Nel 1725 combatté in Italia e Ungheria nell'esercito imperiale. Nella battaglia di Grocka venne ferito e trascorse un po' di tempo di riposo a Altenburg. Poi prese di nuovo il suo servizio e combatté nella guerra di successione austriaca in Slesia, Boemia, Baviera e il Reno. Venne promosso a maresciallo del Reich e ricevette un reggimento di dragoni.
Giovanni Augusto visse, con la sua famiglia, a Roda dove ha anche Federico il Grande lo visitò poco prima della sua morte. Egli è stato onorato con l'Ordine dell'Aquila Bianca.

## Matrimonio
Sposò a Roda, il 6 gennaio 1752, la Contessa Luisa di Reuss-Schleiz (Staffelstein, 3 luglio 1726 - Roda, 28 maggio 1773), figlia del conte Heinrich I Reuss Schleiz e della contessa Giuliana Dorotea di Löwenstein-Wertheim-Virneburg. Luisa era la vedova di suo fratello minore, Cristiano Guglielmo (1706-1748). Ebbero due figlie:
- Augusta (1752-1805), sposò nel 1780 il principe Federico Carlo di Schwarzburg-Rudolstadt (1736-1793)
- Luisa (1756-1808), sposò nel 1775 il duca Federico Francesco I di Meclemburgo-Schwerin (1756-1837).

## Ascendenza
|                                              |                           |                                        | Genitori                                  |  |  | Nonni |  |  | Bisnonni                              |  |  | Trisnonni                   |  |
|                                              |                           |                                        |                                           |  |  |       |  |  | Ernesto I di Sassonia-Gotha-Altenburg |  |  | Giovanni di Sassonia-Weimar |  |
|                                              |                           |                                        |                                           |  |  |       |  |  | Ernesto I di Sassonia-Gotha-Altenburg |  |  | Giovanni di Sassonia-Weimar |  |
|                                              |                           | Dorotea Maria di Anhalt                |                                           |  |  |       |  |  | Ernesto I di Sassonia-Gotha-Altenburg |  |  |                             |  |
| Federico II di Sassonia-Gotha-Altenburg      |                           |                                        |                                           |  |  |       |  |  | Ernesto I di Sassonia-Gotha-Altenburg |  |  |                             |  |
|                                              |                           | Elisabetta Sofia di Sassonia-Altenburg | Giovanni Filippo di Sassonia-Altenburg    |  |  |       |  |  |                                       |  |  |                             |  |
|                                              |                           | Elisabetta Sofia di Sassonia-Altenburg | Giovanni Filippo di Sassonia-Altenburg    |  |  |       |  |  |                                       |  |  |                             |  |
|                                              |                           | Elisabetta Sofia di Sassonia-Altenburg | Elisabetta di Brunswick-Wolfenbüttel      |  |  |       |  |  |                                       |  |  |                             |  |
| Federico II di Sassonia-Gotha-Altenburg      |                           | Elisabetta Sofia di Sassonia-Altenburg |                                           |  |  |       |  |  |                                       |  |  |                             |  |
|                                              |                           | Augusto di Sassonia-Weissenfels        | Giovanni Giorgio I di Sassonia            |  |  |       |  |  |                                       |  |  |                             |  |
|                                              |                           | Augusto di Sassonia-Weissenfels        | Giovanni Giorgio I di Sassonia            |  |  |       |  |  |                                       |  |  |                             |  |
|                                              |                           | Augusto di Sassonia-Weissenfels        | Maddalena Sibilla di Hohenzollern         |  |  |       |  |  |                                       |  |  |                             |  |
| Maddalena Sibilla di Sassonia-Weissenfels    |                           | Augusto di Sassonia-Weissenfels        |                                           |  |  |       |  |  |                                       |  |  |                             |  |
|                                              |                           | Anna Maria di Mecleburgo-Schwerin      | Adolfo Federico I di Meclemburgo-Schwerin |  |  |       |  |  |                                       |  |  |                             |  |
|                                              |                           | Anna Maria di Mecleburgo-Schwerin      | Adolfo Federico I di Meclemburgo-Schwerin |  |  |       |  |  |                                       |  |  |                             |  |
|                                              |                           | Anna Maria di Mecleburgo-Schwerin      | Anna Maria di Ostfriesland                |  |  |       |  |  |                                       |  |  |                             |  |
| Giovanni Augusto di Sassonia-Gotha-Altenburg |                           | Anna Maria di Mecleburgo-Schwerin      |                                           |  |  |       |  |  |                                       |  |  |                             |  |
|                                              | Giovanni di Anhalt-Zerbst | Rodolfo di Anhalt-Zerbst               |                                           |  |  |       |  |  |                                       |  |  |                             |  |
|                                              | Giovanni di Anhalt-Zerbst | Rodolfo di Anhalt-Zerbst               |                                           |  |  |       |  |  |                                       |  |  |                             |  |
|                                              | Giovanni di Anhalt-Zerbst | Magdalene di Oldenburg                 |                                           |  |  |       |  |  |                                       |  |  |                             |  |
| Carlo Guglielmo di Anhalt-Zerbst             | Giovanni di Anhalt-Zerbst |                                        |                                           |  |  |       |  |  |                                       |  |  |                             |  |
|                                              |                           | Sofia Augusta di Holstein-Gottorp      | Federico III di Holstein-Gottorp          |  |  |       |  |  |                                       |  |  |                             |  |
|                                              |                           | Sofia Augusta di Holstein-Gottorp      | Federico III di Holstein-Gottorp          |  |  |       |  |  |                                       |  |  |                             |  |
|                                              |                           | Sofia Augusta di Holstein-Gottorp      | Maria Elisabetta di Sassonia              |  |  |       |  |  |                                       |  |  |                             |  |
| Maddalena Augusta di Anhalt-Zerbst           |                           | Sofia Augusta di Holstein-Gottorp      |                                           |  |  |       |  |  |                                       |  |  |                             |  |
|                                              |                           | Augusto di Sassonia-Weissenfels        | Giovanni Giorgio I di Sassonia            |  |  |       |  |  |                                       |  |  |                             |  |
|                                              |                           | Augusto di Sassonia-Weissenfels        | Giovanni Giorgio I di Sassonia            |  |  |       |  |  |                                       |  |  |                             |  |
|                                              |                           | Augusto di Sassonia-Weissenfels        | Maddalena Sibilla di Hohenzollern         |  |  |       |  |  |                                       |  |  |                             |  |
| Sophia di Sassonia-Weissenfels               |                           | Augusto di Sassonia-Weissenfels        |                                           |  |  |       |  |  |                                       |  |  |                             |  |
|                                              |                           | Anna Maria di Mecleburgo-Schwerin      | Anna Maria di Mecleburgo-Schwerin         |  |  |       |  |  |                                       |  |  |                             |  |
|                                              |                           | Anna Maria di Mecleburgo-Schwerin      | Anna Maria di Mecleburgo-Schwerin         |  |  |       |  |  |                                       |  |  |                             |  |
|                                              |                           | Anna Maria di Mecleburgo-Schwerin      | Anna Maria di Ostfriesland                |  |  |       |  |  |                                       |  |  |                             |  |
|                                              |                           | Anna Maria di Mecleburgo-Schwerin      |                                           |  |  |       |  |  |                                       |  |  |                             |  |